# Vertheuil
Vertheuil est une commune du Sud-Ouest de la France, située dans le département de la Gironde (région Nouvelle-Aquitaine).
Ses habitants sont appelés les Vertheuillais.

## Géographie

### Localisation
Commune située dans le Médoc sur l'aire de production de l'appellation haut-médoc.

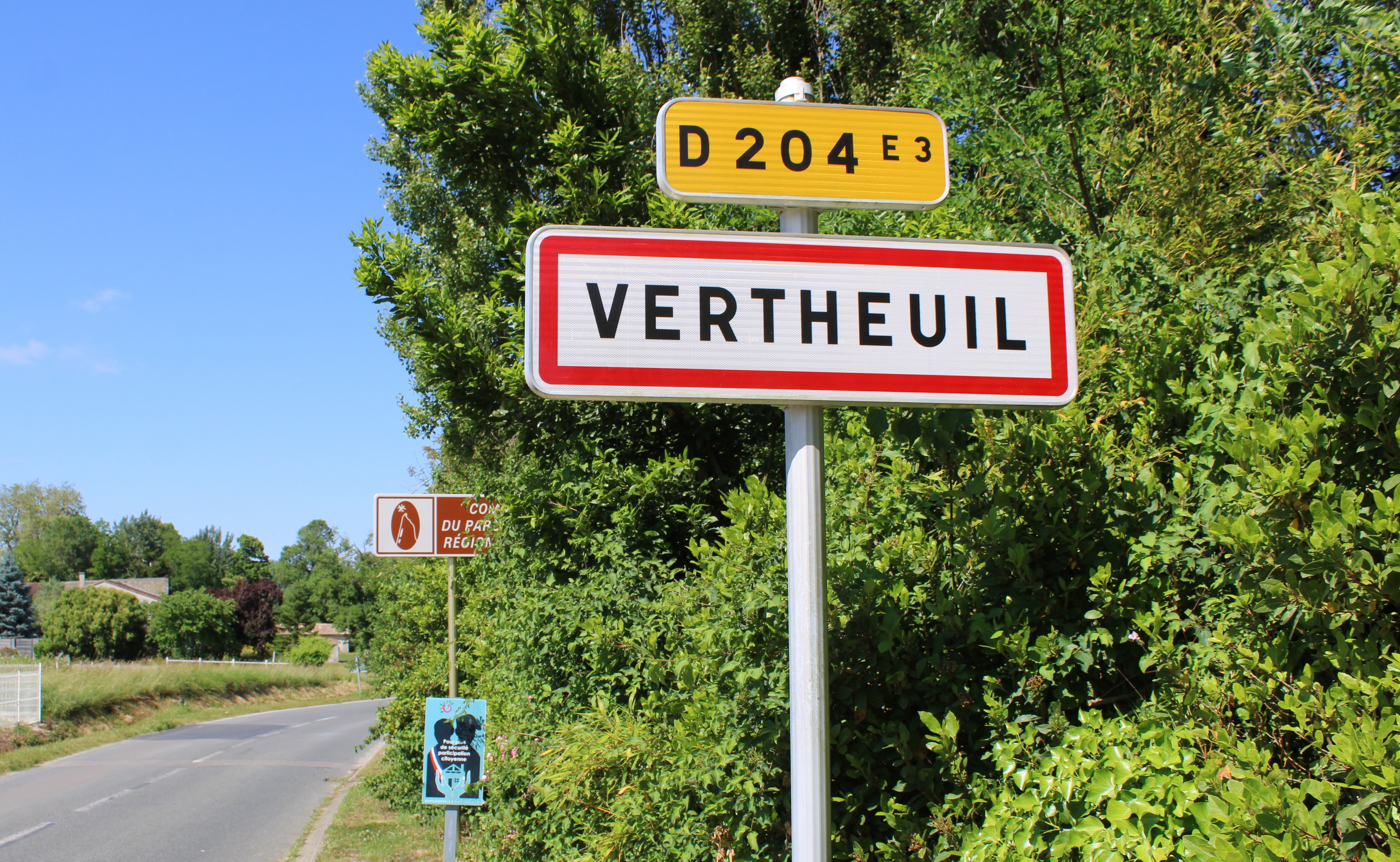
Entrée de la commune.

### Communes limitrophes
Les communes limitrophes sont  Cissac-Médoc, Saint-Estèphe, Saint-Germain-d'Esteuil et Saint-Seurin-de-Cadourne.
|                         |              | Saint-Seurin-de-Cadourne |
| Saint-Germain-d'Esteuil | Vertheuil    | Saint-Estèphe            |
|                         | Cissac-Médoc |                          |

### Climat
Pour des articles plus généraux, voir Climat de la Nouvelle-Aquitaine et Climat de la Gironde.
Historiquement, la commune est exposée à un climat océanique aquitain.  
En 2020, Météo-France publie une typologie des climats de la France métropolitaine dans laquelle la commune est exposée à un climat océanique et est dans la région climatique  Littoral charentais et aquitain, caractérisée par une pluviométrie élevée en automne et en hiver, un bon ensoleillement, des hiver doux (6,5 °C), soumis à la brise de mer.
Pour la période 1971-2000, la température annuelle moyenne est de 12,9 °C, avec une amplitude thermique annuelle de 14 °C. Le cumul annuel moyen de précipitations est de 918 mm, avec 12,5 jours de précipitations en janvier et 6,8 jours en juillet. Pour la période 1991-2020, la température moyenne annuelle observée sur la station météorologique la plus proche, située sur la commune de Pauillac à 9 km à vol d'oiseau, est de 14,0 °C et le cumul annuel moyen de précipitations est de 857,0 mm,. Pour l'avenir, les paramètres climatiques de la commune estimés pour 2050 selon différents scénarios d’émission de gaz à effet de serre sont consultables sur un site dédié publié par Météo-France en novembre 2022.

## Urbanisme

### Typologie
Au 1er janvier 2024, Vertheuil est catégorisée commune rurale à habitat dispersé, selon la nouvelle grille communale de densité à sept niveaux définie par l'Insee en 2022.
Elle est située hors unité urbaine. Par ailleurs la commune fait partie de l'aire d'attraction de Pauillac, dont elle est une commune de la couronne,. Cette aire, qui regroupe 5 communes, est catégorisée dans les aires de moins de 50 000 habitants,.

### Occupation des sols

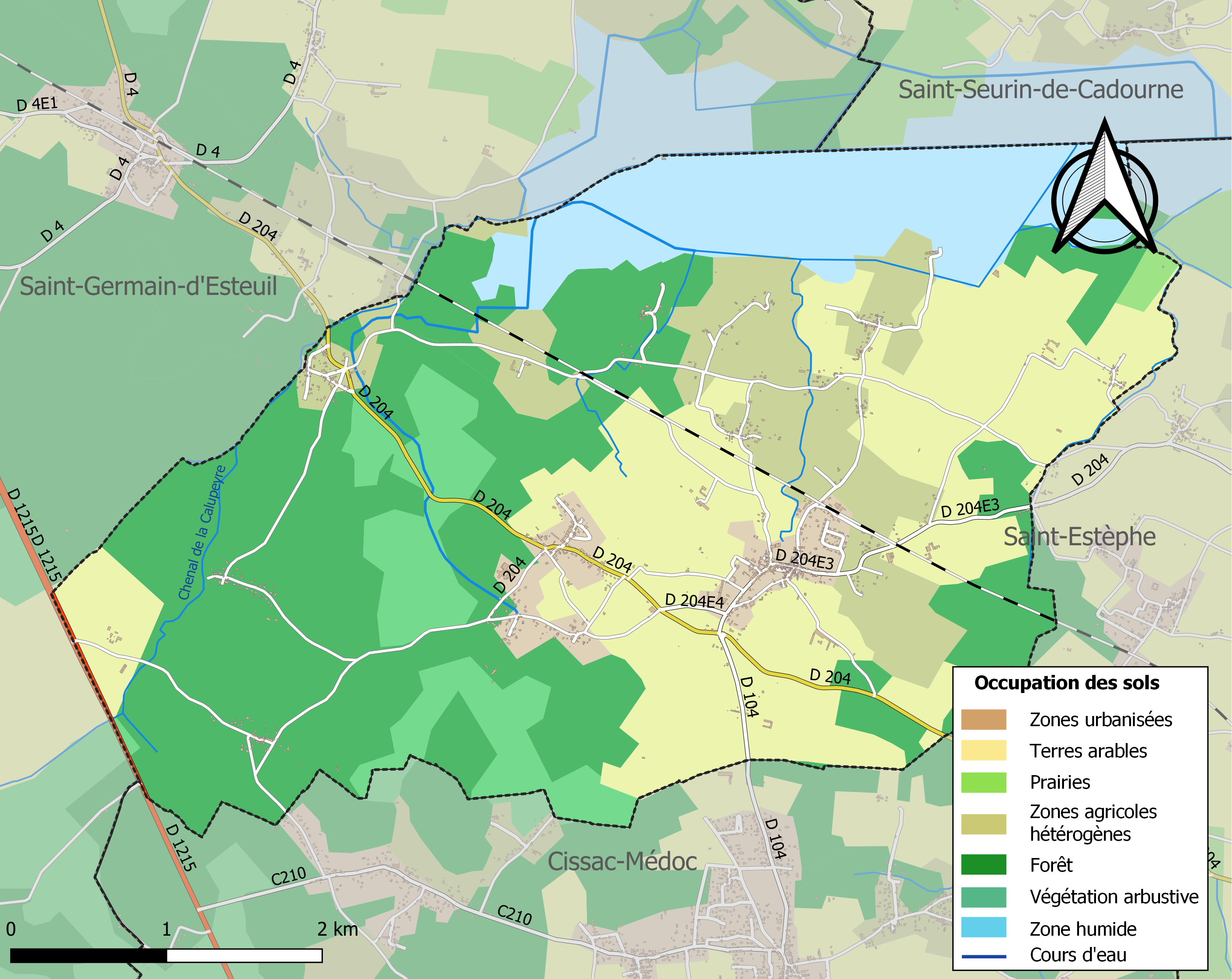
Carte des infrastructures et de l'occupation des sols de la commune en 2018 (CLC).

L'occupation des sols de la commune, telle qu'elle ressort de la base de données européenne d’occupation biophysique des sols Corine Land Cover (CLC), est marquée par l'importance des forêts et milieux semi-naturels (43,3 % en 2018), en diminution par rapport à 1990 (44,9 %). La répartition détaillée en 2018 est la suivante : 
forêts (36,1 %), cultures permanentes (23,7 %), zones agricoles hétérogènes (12,1 %), zones humides intérieures (12 %), milieux à végétation arbustive et/ou herbacée (7,2 %), terres arables (5 %), zones urbanisées (3,6 %), prairies (0,4 %). L'évolution de l’occupation des sols de la commune et de ses infrastructures peut être observée sur les différentes représentations cartographiques du territoire : la carte de Cassini (XVIIIe siècle), la carte d'état-major (1820-1866) et les cartes ou photos aériennes de l'IGN pour la période actuelle (1950 à aujourd'hui).

### Risques majeurs
Le territoire de la commune de Vertheuil est vulnérable à différents aléas naturels : météorologiques (tempête, orage, neige, grand froid, canicule ou sécheresse), inondations, feux de forêts et séisme (sismicité très faible). Il est également exposé à un risque technologique, le risque nucléaire. Un site publié par le BRGM permet d'évaluer simplement et rapidement les risques d'un bien localisé soit par son adresse soit par le numéro de sa parcelle.

#### Risques naturels
Certaines parties du territoire communal sont susceptibles d’être affectées par le risque d’inondation par débordement de cours d'eau. La commune a été reconnue en état de catastrophe naturelle au titre des dommages causés par les inondations et coulées de boue survenues en 1982, 1988, 1999 et 2009,.
Vertheuil est exposée au risque de feu de forêt. Depuis le 20 avril 2016, les départements de la Gironde, des Landes et de Lot-et-Garonne disposent d’un règlement interdépartemental de protection de la forêt contre les incendies. Ce règlement vise à mieux prévenir les incendies de forêt, à faciliter les interventions des services et à limiter les conséquences, que ce soit par le débroussaillement, la limitation de l’apport du feu ou la réglementation des activités en forêt. Il définit en particulier cinq niveaux de vigilance croissants auxquels sont associés différentes mesures,.

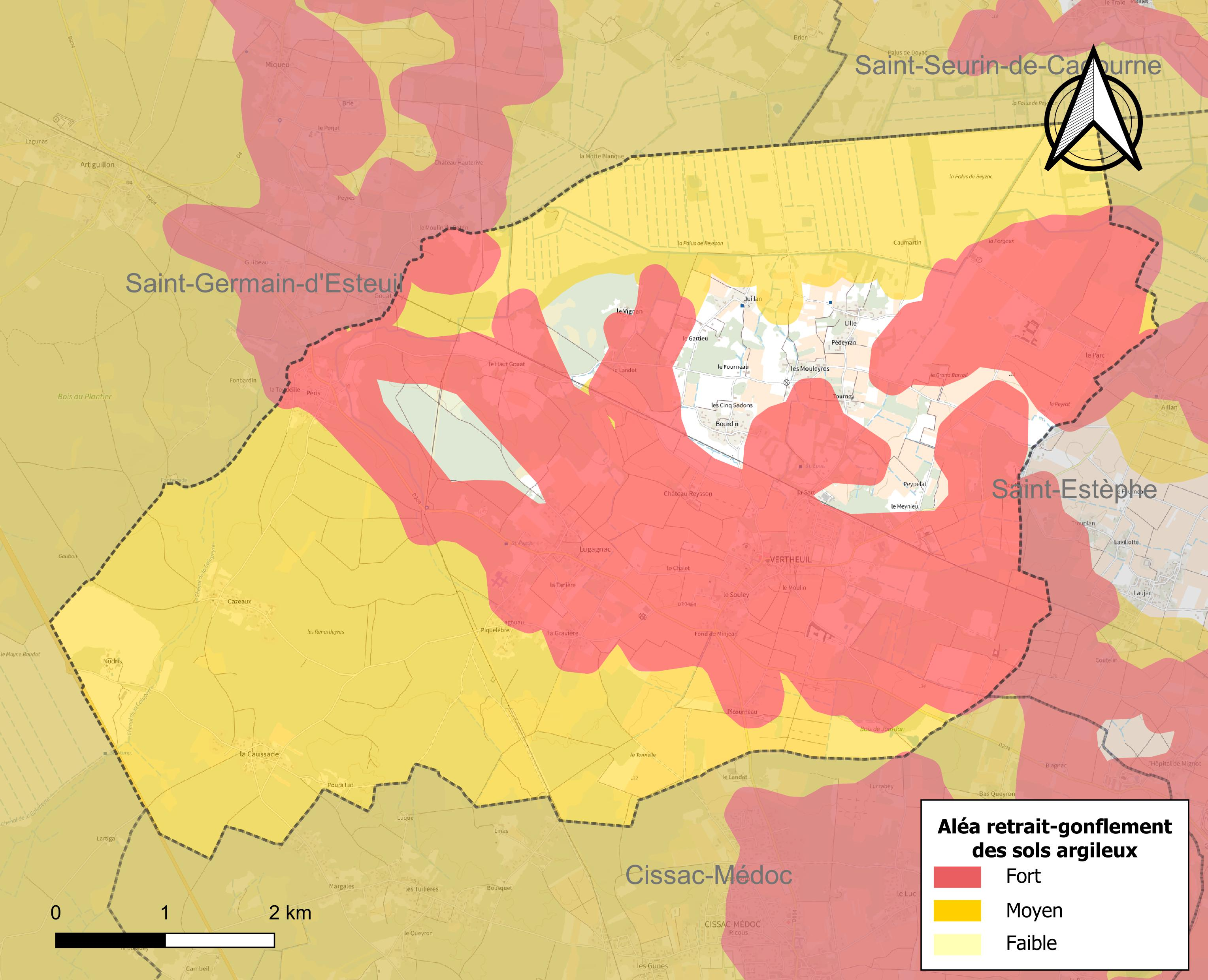
Carte des zones d'aléa retrait-gonflement des sols argileux de Vertheuil.

Le retrait-gonflement des sols argileux est susceptible d'engendrer des dommages importants aux bâtiments en cas d’alternance de périodes de sécheresse et de pluie. 90,5 % de la superficie communale est en aléa moyen ou fort (67,4 % au niveau départemental et 48,5 % au niveau national). Sur les 612 bâtiments dénombrés sur la commune en 2019,  517 sont en aléa moyen ou fort, soit 84 %, à comparer aux 84 % au niveau départemental et 54 % au niveau national. Une cartographie de l'exposition du territoire national au retrait gonflement des sols argileux est disponible sur le site du BRGM,.
Concernant les mouvements de terrains, la commune a été reconnue en état de catastrophe naturelle au titre des dommages causés par la sécheresse en 2003 et 2005 et par des mouvements de terrain en 1999.

#### Risques technologiques
La commune étant située totalement dans le périmètre du plan particulier d'intervention (PPI) de 20 km autour de la centrale nucléaire du Blayais, elle est exposée au risque nucléaire. En cas d'accident nucléaire, une alerte est donnée par différents médias (sirène, sms, radio, véhicules). Dès l'alerte, les personnes habitant dans le périmètre de 2 km se mettent à l'abri. Les personnes habitant dans le périmètre de 20 km peuvent être amenées, sur ordre du préfet, à évacuer et ingérer des comprimés d’iode stable,,.

## Histoire
Au Moyen Âge, la lébade ou grand chemin de Bordeaux à Soulac transitait par Saint-Martin de Caussade, dans l'ouest de la commune.
Guitard de Bourg, maire de Bordeaux en 1277-1278, est seigneur de Vertheuil. La famille d'Albret acquiert par héritage de sa fille Rose de Bourg la seigneurie de Vertheuil au XIVe siècle. La seigneurie de Vertheuil est une des seigneuries d'un fils cadet de Rose de Bourg et d'Amanieu VII d'Albret, Bérard Ier de Vayres, qui fonde une nouvelle  branche de la famille d'Albret. Bérard fait réaménager le château de Vertheuil en faisant ajouter des échauguettes au donjon et en renforçant l'enceinte.

## Héraldique

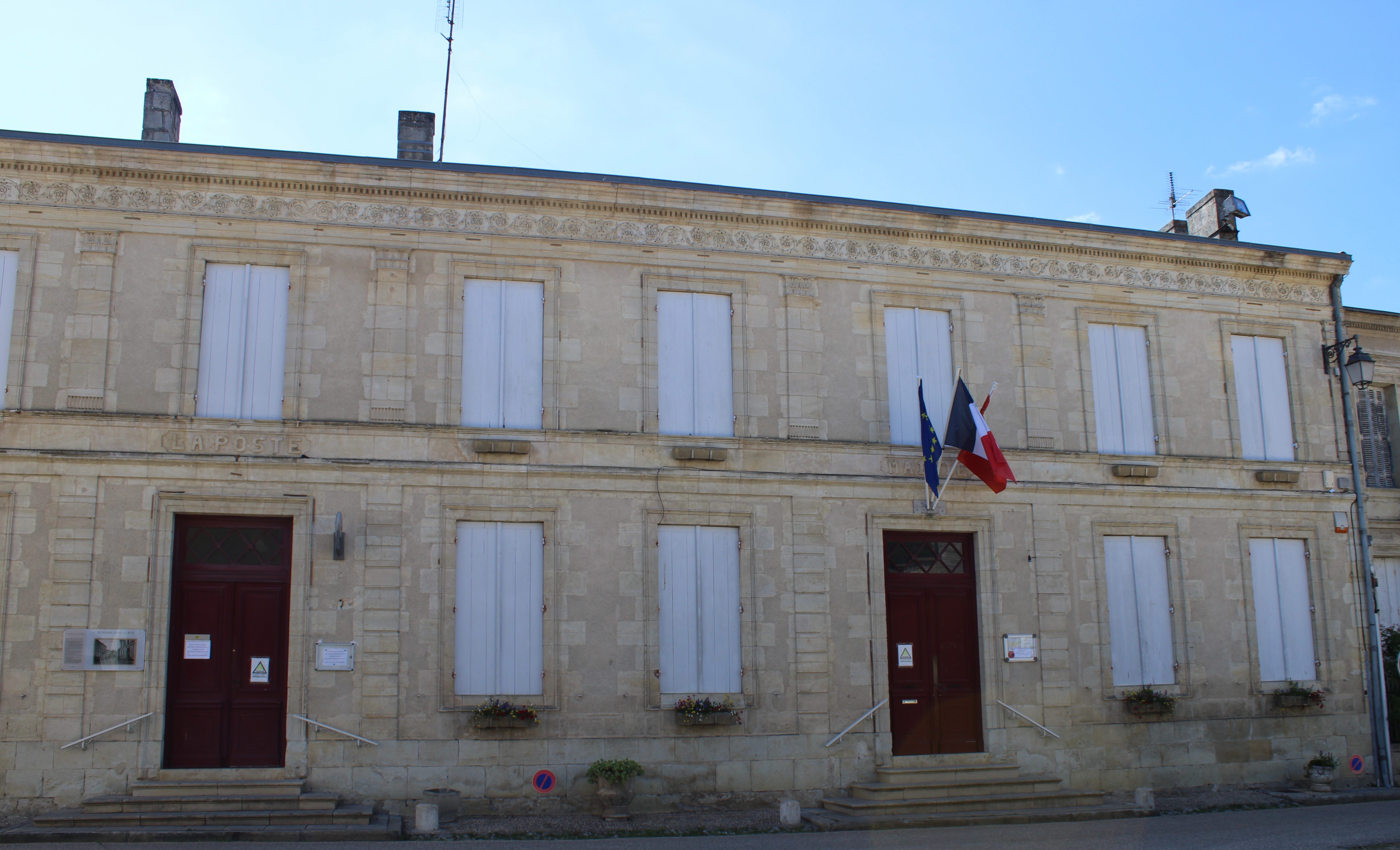
La mairie.

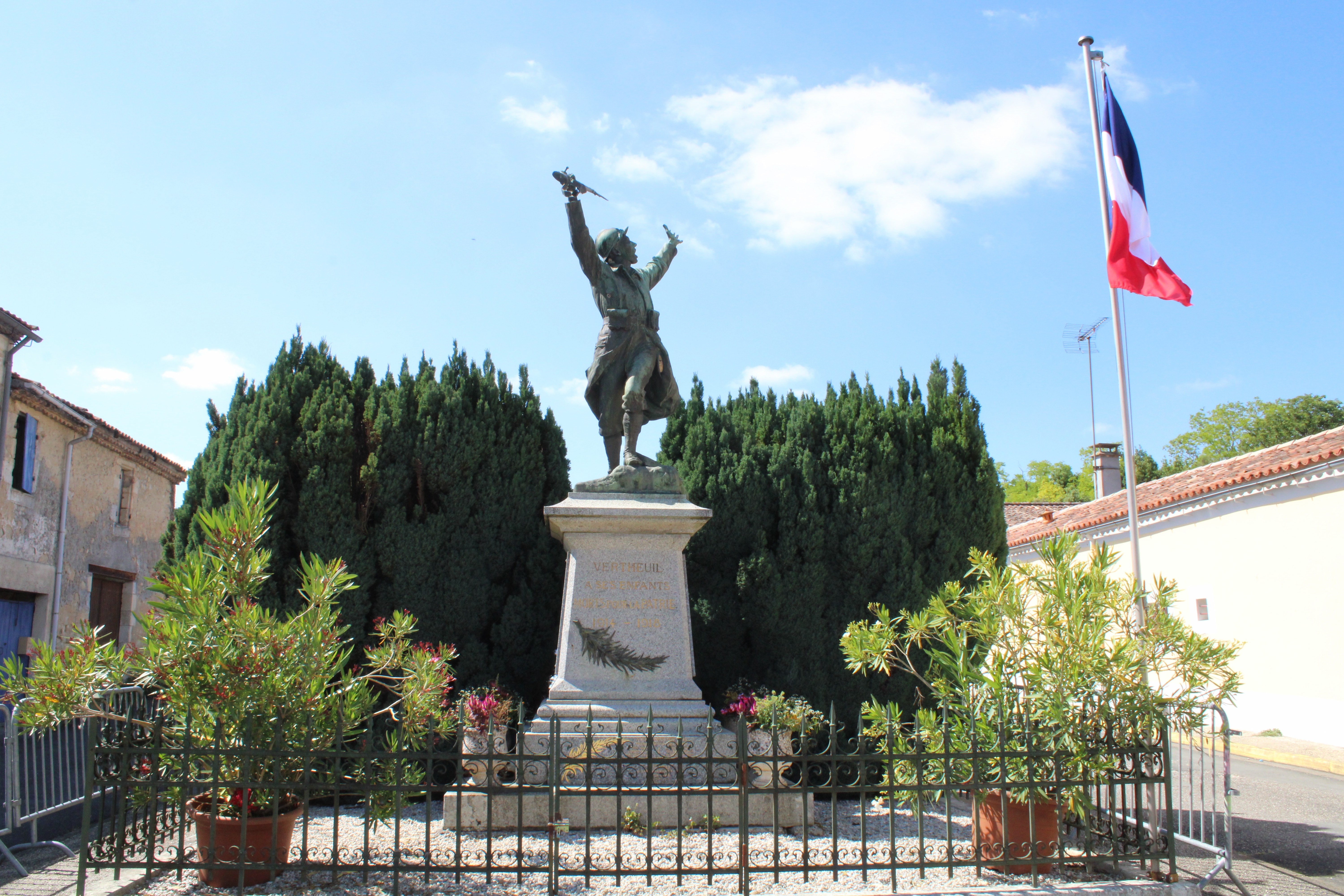
Le monument aux morts.

| Armes | Les armes de Vertheuil se blasonnent ainsi : D'azur à trois coquilles d'argent posées deux et une senestrées d'un lion du même, au chef de sinople chargé à dextre d'une mitre et à senestre d'une crosse contournée issant de la partition, le tout d'or. |

## Politique et administration
| Période                                  | Période  | Identité        | Étiquette | Qualité  |
| ---------------------------------------- | -------- | --------------- | --------- | -------- |
| avant 1988                               | ?        | Jack Pedro      |           |          |
| mars 2008                                | 2020     | Rémi Jarris     | DVD       | Retraité |
| 2020                                     | En cours | Dominique Turon |           |          |
| Les données manquantes sont à compléter. |          |                 |           |          |

## Démographie
L'évolution du nombre d'habitants est connue à travers les recensements de la population effectués dans la commune depuis 1793. Pour les communes de moins de 10 000 habitants, une enquête de recensement portant sur toute la population est réalisée tous les cinq ans, les populations de référence des années intermédiaires étant quant à elles estimées par interpolation ou extrapolation. Pour la commune, le premier recensement exhaustif entrant dans le cadre du nouveau dispositif a été réalisé en 2004.

En 2022, la commune comptait 1 308 habitants, en évolution de +2,83 % par rapport à 2016 (Gironde : +6,91 %, France hors Mayotte : +2,11 %).
| 1793  | 1800  | 1806 | 1821 | 1831 | 1836  | 1841  | 1846  | 1851  |
| ----- | ----- | ---- | ---- | ---- | ----- | ----- | ----- | ----- |
| 1 103 | 1 026 | 955  | 915  | 997  | 1 003 | 1 015 | 1 004 | 1 090 |

| 1856 | 1861  | 1866  | 1872  | 1876  | 1881  | 1886  | 1891  | 1896  |
| ---- | ----- | ----- | ----- | ----- | ----- | ----- | ----- | ----- |
| 979  | 1 156 | 1 052 | 1 154 | 1 145 | 1 253 | 1 129 | 1 135 | 1 160 |

| 1901  | 1906  | 1911  | 1921 | 1926 | 1931 | 1936 | 1946 | 1954 |
| ----- | ----- | ----- | ---- | ---- | ---- | ---- | ---- | ---- |
| 1 067 | 1 120 | 1 126 | 997  | 924  | 840  | 843  | 769  | 859  |

| 1962 | 1968 | 1975 | 1982 | 1990  | 1999  | 2004  | 2006  | 2009  |
| ---- | ---- | ---- | ---- | ----- | ----- | ----- | ----- | ----- |
| 806  | 765  | 753  | 910  | 1 075 | 1 068 | 1 140 | 1 143 | 1 200 |

| 2014  | 2019  | 2022  | - | - | - | - | - | - |
| ----- | ----- | ----- | - | - | - | - | - | - |
| 1 272 | 1 314 | 1 308 | - | - | - | - | - | - |

## Lieux et monuments

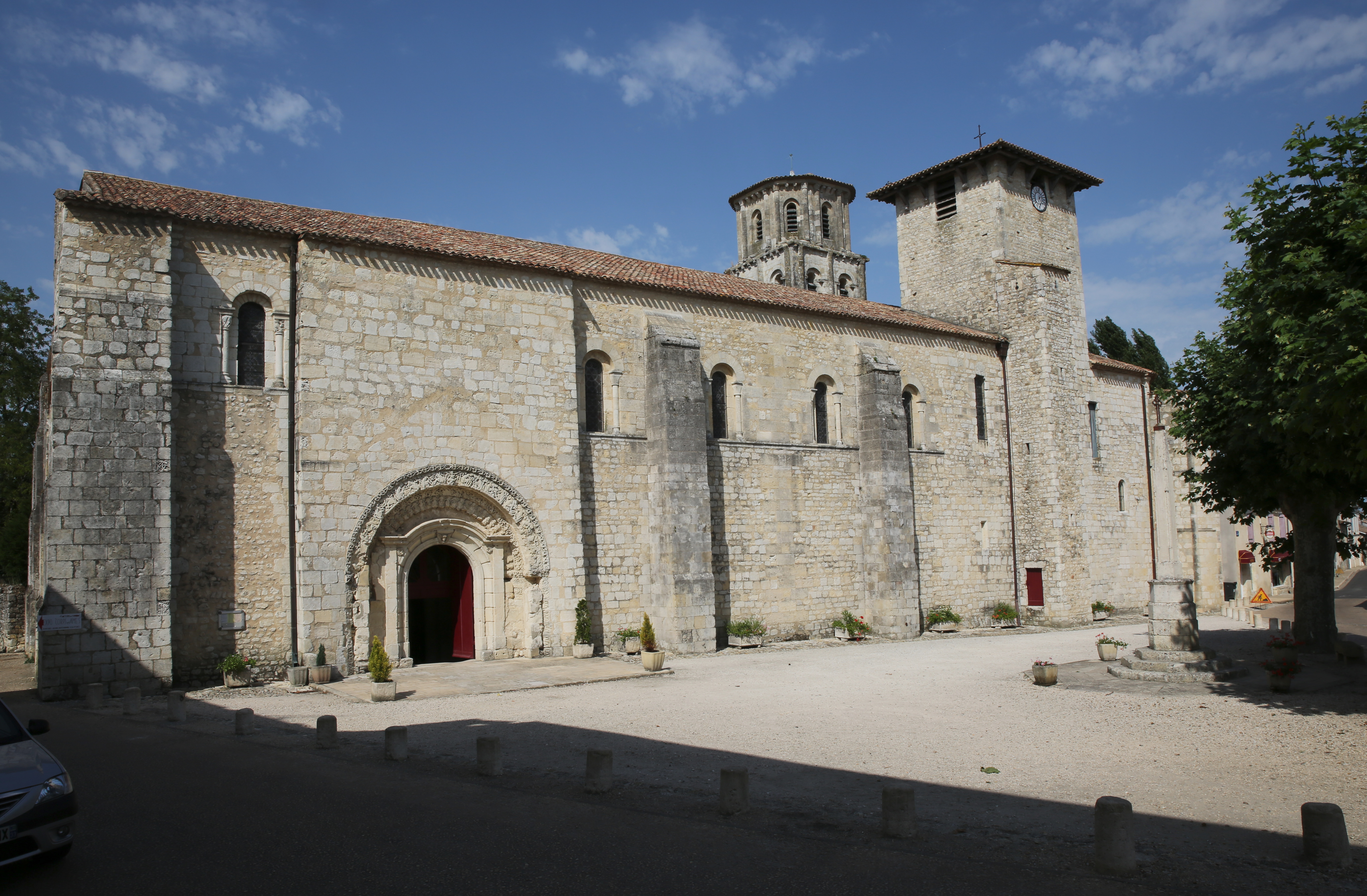
L'abbaye.

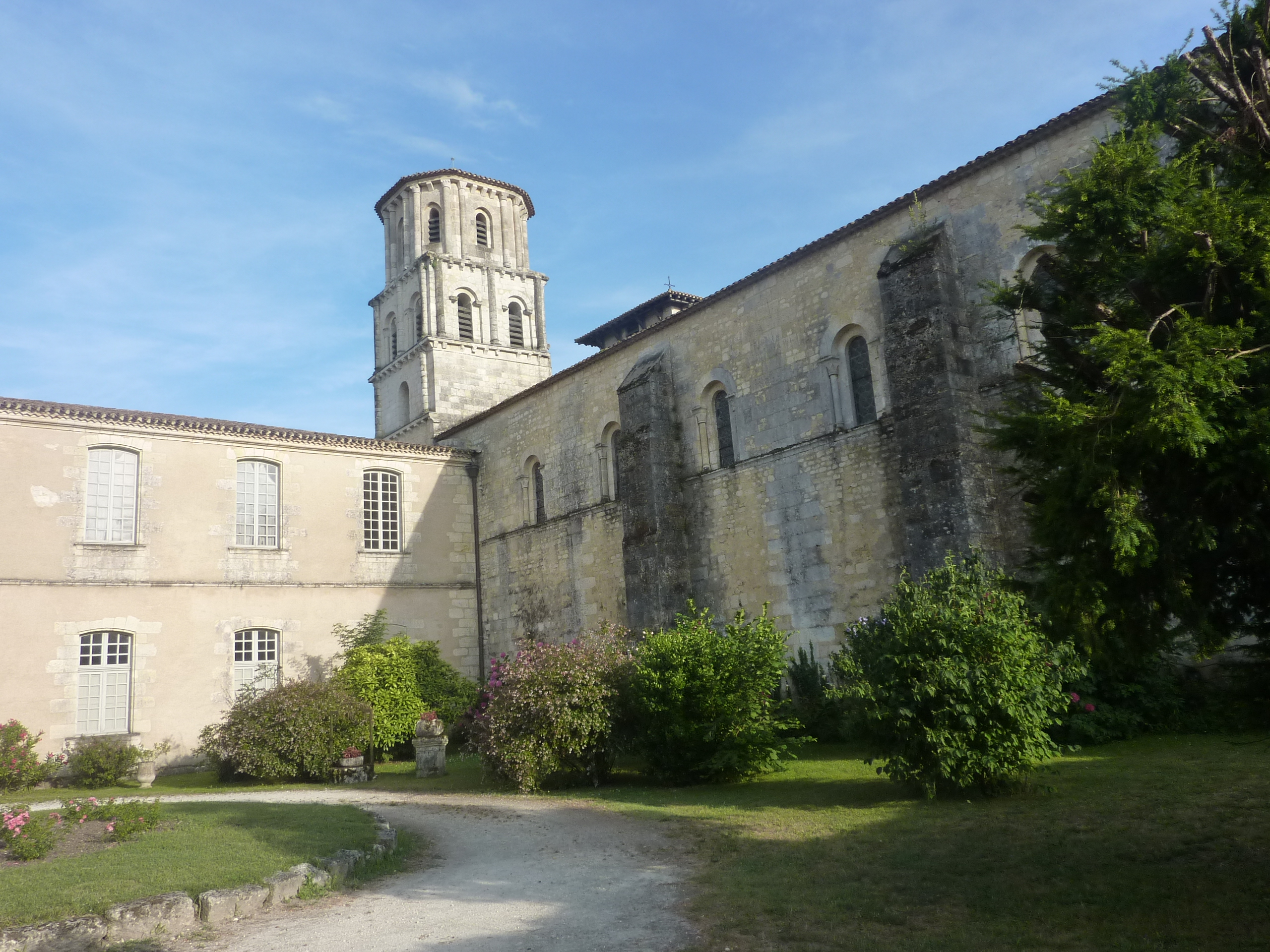
Vue intérieure de l'abbaye Saint-Pierre et clocher nord.

- L'abbaye Saint-Pierre, classée monument historique depuis 1840[31] :

L'église et le logis abbatial forment un ensemble du plus haut intérêt.
L'église est inscrite à l'Inventaire général du patrimoine culturel.
L'abbaye fondée certainement avant le XIIe siècle, fut construite sur l'emplacement d'une villa gallo-romaine.
Elle a été occupée un temps par des Bénédictins puis par l'Ordre des Chanoines Réguliers de Saint Augustin, Congrégation de la Chancelade. Plusieurs fois dévastée (guerres de Cent Ans et de religion) reconstruite au XVIIIe siècle, partiellement démolie dans le milieu du XXe siècle, elle devient ensuite propriété de la commune.
De l'antique abbaye, restent des vestiges d'arcades, des caves voûtées, les soubassements de certains  murs actuels, un four à pain et le mur de l'ancien cuvier. Son style typique XVIIIe siècle est d'une élégance simple et classique. On peut y remarquer la belle ordonnance des façades, le perron descendant dans le parc dessiné à l'anglaise, les rampes des escaliers et les boiseries intérieures.
L'abbatiale Saint-Pierre dépendait de l'abbaye attenante. Sa construction remonte au XIe-XIIe siècle, puis remaniée aux XIVe, XVIe et XIXe siècles.
L'église est un bel exemple d'art roman d'inspiration saintongeaise.
Intérieur : vaste nef avec deux collatéraux, déambulatoire voûté en berceau sur lequel s'ouvrent  trois chapelles, celle du centre carrée, les autres en cul de four. Elles furent toutes trois exhaussées et fortifiées au XVIe siècle durant les guerres de Religion.
Dans la nef, sculptures des chapiteaux des premières travées reliées par des arcs en plein cintre, stalles aux accoudoirs sculptés du XVe siècle de même qu'un lutrin en bois. Près de la porte sud, fonts baptismaux pédiculés en pierre du XVe siècle.
Extérieur : très remanié. Dans le mur sud, très beau porche roman d'inspiration saintongeaise, remanié au XVIIe siècle par placage d'un second porche de style classique. On voit sur les voussures des cavaliers chevauchant des ronceaux, des personnages se tenant par la barbe, d'autres semblables à des laboureurs.
Le clocher sud est carré (XVIe siècle). Il abrite un escalier donnant accès au chevet surélevé et fortifié.
Le clocher nord est du XIIe siècle, à deux étages : le premier carré, orné de colonnes engagées, reposant sur des culs de lampe : le deuxième octogonal avec fenêtres cintrées.
- Le château de Vertheuil, inscrit monument historique depuis 1965[33], propriété privée
- Le château de Beyzac, inscrit monument historique depuis 2006[34], propriété privée
- L'Écomusée du Centre Médoc est situé place Saint-Pierre, dans une maison du XVIIIe siècle et expose outils, papiers, cadre de vie et de travail des artisans, des commerçants, des petits paysans de l'entre-deux-guerres[35].

## Festivités
Depuis cet été 2018, la ville accueille le Reggae Sun Ska Festival au Domaine de Nodris.

## Personnalités liées à la commune
- Henri de Kérillis (1889-1958), homme politique né dans la commune.
- Daniel Tinayre (1910-1994), scénariste et producteur.